# 越南语
越南語（／），又稱越語（／）、京語（／）、國語（／），除此之外，還有一個現代少用的前法國殖民地名稱安南語（／）。
越南語是越南的國家語言，有85至90%的越南人將之作為母語，另外居住在海外的3百萬越僑、住在中國廣西的京族亦使用越南語。歷史上，越南語曾經使用漢字與喃字表記（即漢喃文），現代則使用以拉丁字母為基礎，添加若干個新字母及聲調符號的國語字（／）書寫。

## 歷史

### 越南語發展史
上古時期的越南語很可能具有南亞語系其他語言現在具有的一些共同特徵，例如在屈折方面較發達，具有豐富的複輔音等。這些特徵已不再存於現代的越南語中，據認為是由於越南語地處東南亞的語言聯盟中，受到周邊有聲調的孤立語漢語的影響，也變成了一種有聲調的孤立語。形態上的孤立和聲調的存在可能並非來源自原始南亞語，周邊的無親屬關係的語言，例如壯侗語系的泰語和南島語系的回辉话（与古代占婆国的占语同源），也都具有聲調。
原始越南語的家園在現今越南北部的紅河流域地區。在越南人接下來的向南擴張和占领中，中南部占婆国（又称占城）的占族人和南部湄公河三角洲地區（今胡志明市附近）的高棉人被征服，越南語也被傳入現今越南的中南部地區，各種方言在聲調上逐漸產生差異。
越南語在發展的過程中受到了漢語的強烈影響，尤其是在詞彙方面，據統計越南語中的漢語借詞可達60%。越南語中有多個層次的漢語借詞，其中最重要的是在唐代前後借入的“漢越語”這一個漢字的整套音讀系統，它與切韻音存在整齊的對應。還有是所謂古漢越語，是比唐代更古的語言殘跡；以及越化的漢語詞，即本來的漢語詞，隨越南口語變化、脫離漢越語系統而產生的越語詞。漢越語比朝鮮、日本的漢字音保留更多的存古特徵，中古漢語的聲韻調與漢越音均存在規律系統的對應，因此漢越音對中古漢語語音本體的研究具有很重要的價值。而對古漢越語的研究，則可幫助目前對上古漢語的構擬。
馬伯樂將越語史分為五個階段。以下再加上“前越南語”一個階段，成為六個階段：
1. 前越南語或稱原始越芒語，是越-芒語支的祖語。
2. 原始越南語是越南語最早的形式，年代上早於漢越音的引入（唐代）。這一階段的越南語有三個聲調。
3. 上古越南語，引入漢越音後的越南語（約10世紀）。
4. 古越南語，喃字（約15世紀）和《華夷譯語》（16世紀）時期的越南語。在這一階段，聲母清濁對立消失，調類分為六種。
5. 中古越南語，《越葡拉詞典》（17世紀）時期的越南語。
6. 現代越南語，自19世紀至今。

越南語現今使用的書寫系統——國語字，在很大基礎上保留了法國傳教士亞歷山大·羅德於1651年所著的《越葡拉詞典》中對越南語的羅馬字表記。羅德記錄的是當時的中古越南語的河內音。與現在的河內方言相比，羅德記錄的韻母音值在近幾百年間似乎並沒有發生很大的變化，不過各方言聲母的演變卻很迅速。因而越南國語字的聲母系統與現代越南語的任何方言都有差異，它與西貢方言的接近程度比河內方言要高。
中古越南語的音系見下表：
|      |        | 唇音      | 齒音/齒齦音 | 捲舌音 | 硬顎音     | 舌根音     | 聲門音 |
| ---- | ------ | --------- | ----------- | ------ | ---------- | ---------- | ------ |
| 塞音 | 清     | p [p]1    | t [t]       | tr [ʈ] | ch [c]     | c/k [k]    |        |
| 塞音 | 送氣   | ph [pʰ]   | th [tʰ]     |        |            | kh [kʰ]    |        |
| 塞音 | 濁吸氣 | b [ɓ]     | đ [ɗ]       |        |            |            |        |
| 擦音 | 清     |           |             | s [ʂ]  | x [ɕ]      |            | h [h]  |
| 擦音 | 濁     | ꞗ [β]     | d [ð]       |        | gi [ʝ]     | g/gh [ɣ]   |        |
| 鼻音 | 鼻音   | m [m]     | n [n]       |        | nh [ɲ]     | ng/ngh [ŋ] |        |
| 近音 | 近音   | v/u/o [w] | l [l]       | r [ɹ]  | y/i/ĕ [j]2 |            |        |
1. ^1  [p] 僅在音節末出現。
2. ^2  [j] 不在音節首出現。它在音節末出現時，根據前面元音的長短而相應記為 i 或 y。它也可在 /ð/ 和 /β/ 後出現，這時它寫作 ĕ；這種情況的 ĕ [j] 已不見於現代語中。

不存在 b [ɓ] 和 p [p] 的對立，因此它們是同位異音。gi [ʝ] 和 y/i/ĕ [j] 也是同位異音。
中古越南語有三種詞首的複輔音，它們在現代語中均不再是複輔音：
- tl [tl] > 現代語 tr
- bl [ɓl] > 現代語 gi（北部方言），tr（南部方言）
- ml [ml] > mnh [mɲ] > 現代語 nh

越南國語字與現代發音的一些不尋常的對應可以歸咎為中古越南語的發音，包括：
- 羅德的表記系統有兩個“字母 b”：一個普通的 b 和一個帶鉤的 b（上面注解1）。後者代表的是濁雙唇擦音 [β]，它在一個世紀后與 [w] 合流為 [v]，現代寫作 v。
- 羅德記錄的介音 ĕ [j] 可在詞首 d 和帶鉤 b 後出現，該介音後來消失。
- đ [ɗ] （至今一直）為齒齦音，而 d [ð] 為齒音。選用 d 來表示 /ð/ 是因為當時（和現在）的西班牙語中 [d] 是齒音，而且有 [ð] 的同位異音。羅德在選用 [ɗ] 和 [ɓ] 的符號時似乎並沒有顧及到兩者的內爆性，因為前者在與 [β] 的對立中被羅德視為較“常見”的一個音，從而用普通的 b 表示，而後者在與 [ð] 的對立中則被視為較“不常見”的一個音，用帶附加符的 đ 表示。
- x 是齦顎音 /ɕ/ 而非齒音 /s/，現代語亦然。17世紀的葡萄牙語（羅德的母語）中，s 是舌尖齒齦咝音 [s̺]（現今西班牙大部和葡萄牙一部分地區也保留了這個發音），x 是齦顎音 [ʃ]。在羅德看來，舌尖齦音 [s̺] 與越南語的捲舌音 [ʂ] 更為接近，因此他用 x 表示 [ɕ]，用 s 表示 [ʂ]。

相比下，原始越芒語的音系和與現代越南語的對應如下：
|              |        | 唇音      | 齒間音  | 齒音/齒齦音 | 齦顎音 | 捲舌音    | 硬顎音   | 舌根音     | 聲門音 |
| ------------ | ------ | --------- | ------- | ----------- | ------ | --------- | -------- | ---------- | ------ |
| 塞音/ 塞擦音 | 清     | p > b     |         | t > đ       |        | tʃ > x 1  | c > ch   | k > k/c/q  | ʔ > #  |
| 塞音/ 塞擦音 | 濁     | b > b     |         | d > đ       |        |           | ɟ > ch   | ɡ > k/c/q  |        |
| 塞音/ 塞擦音 | 送氣   | pʰ > ph   |         | tʰ > th     |        |           |          | kʰ > kh    |        |
| 塞音/ 塞擦音 | 濁吸氣 | ɓ > m     |         | ɗ > n       |        |           | ʄ > nh 1 |            |        |
| 鼻音         | 鼻音   | m > m     |         | n > n       |        |           | ɲ > nh   | ŋ > ng/ngh |        |
| 擦音         | 清     |           |         | s > t       | ɕ > th |           |          |            | h > h  |
| 擦音         | 濁 2   | (β) > v 3 | (ð) > d |             |        | (ς) > r 4 | (ʝ) > gi | (ɣ) > g/gh |        |
| 近音         | 近音   | w > v     |         | l > l       |        | r > r     | j > d    |            |        |
1. ^1  不是所有學者都接受 /tʃ/ 和 /ʄ/ 的構擬。Ferlus (1992)[4]用前聲門化的 /ʔj/ 代替內爆音 /ʄ/（雖然兩者差異並不大），並且多構擬出一個 /dʒ/ 音。
2. ^2  括號中的擦音是從一個半音節中元音間的主音節塞音弱化發展而來。芒語這些擦音的缺失表明原始越芒語中無這些擦音，但它們顯然存在於後期的原始越南語中。接下來發生的前綴脫落使這些擦音成為獨立音位。Ferlus (1992)[4]指出濁擦音和清擦音在最初是都存在的，但2009年[5]他改變了看法，認為塞音是大約在同時完成弱化和濁化的過程的，按照如下規則：
  - /p, b/ > /β/
  - /t, d/ > /ð/
  - /k, ɡ/ > /ɣ/
  - /s, ɕ/ > /ς/
  - /c, ɟ/ 與 /tʃ/ > /ʝ/
3. ^3  該音在中古越南語中演變為 /β/，見上注1。
4. ^4  目前尚不清楚該音的音值。Ferlus (1992)[4]認為上古越南語時它是 /ɽ/ 音，與 /r/ 是不同的兩個音。

詞首複輔音方面，存在如下的組合，其演變過程也一併標出：
- pr, br, tr, dr, kr, gr > /kʰr/ > /ks/ > s
- pl, bl > 中古 bl > 北部方言 gi，南部方言 tr
- kl, gl > 中古 tl > tr
- ml > 中古 ml > mnh > nh
- kj > gi

大量漢越詞的借入使上古越南語產生了捲舌音 s /ʂ/ 和 tr /ʈ/。
在聲調方面，原始越芒語是沒有聲調的。越南語的聲調是後起的，聲調與韻尾和聲母的對應如下表：
| 音 | 聲母 | 開尾/鼻尾韻      | 塞音尾 /-ʔ/     | 擦音尾 /-s/, /-h/ |
| -- | ---- | ---------------- | --------------- | ----------------- |
| 高 | 清   | 平聲（A1 ngang） | 銳聲（B1 sắc）  | 問聲（C1 hỏi）    |
| 低 | 濁   | 玄聲（A2 huyền） | 重聲（B2 nặng） | 跌聲（C2 ngã）    |
與其他東亞、東南亞語言的聲調發展史類似，越南語在某一階段發生了聲母清濁決定的調類的分化，伴隨著濁音清化的過程。濁聲母音節在發聲時，帶有氣嗓音或嘎裂音的特徵，讀低調；清聲母字則相反。表現在現代河內方言中的兩者的分別主要在音質方面，而在南部的西貢方言則分別主要體現在音高方面。在這一聲調分化過程中，內爆塞音作為清音參與演變，這是東南亞有內爆音語言共同體現的特徵。
原始越芒語有帶有次音節前綴的“一個半音節”的詞彙，次音節是獨立於後接的可以有詞首輔音叢的主音節的。在這些詞中主音節的聲母處於元音間的位置，發生弱化變為濁擦音（見上注2）。在越南語中次音節最終丟失，在次音節脫落時上述提到的調類分化已經開始，因而現代越南語中有濁擦音聲母的字在6個聲調都有分佈。至於具體是高調還是低調的字則與原始越芒語中該詞次音節前綴輔音的清濁有關，與主音節聲母清濁無關。同樣地，/l/ 和 /ŋ/ 聲母的字也都在高調和低調有出現。

### 文字史
東南亞大部分國家的語言受印度文化影響較大，而越南語卻與朝鮮語、日語一樣自古受到漢字文化的深遠影響。在中國自公元一世紀至十世紀的統治下，越南語引入龐大的漢字詞匯，其發音（漢越音）類似古漢語中古音，但其語法承襲了大量高棉語的特色，雖然與中文一樣並無時態及動詞變化，亦同為聲調語言，但其詞序恰恰與中文相反置，情況近似泰語。

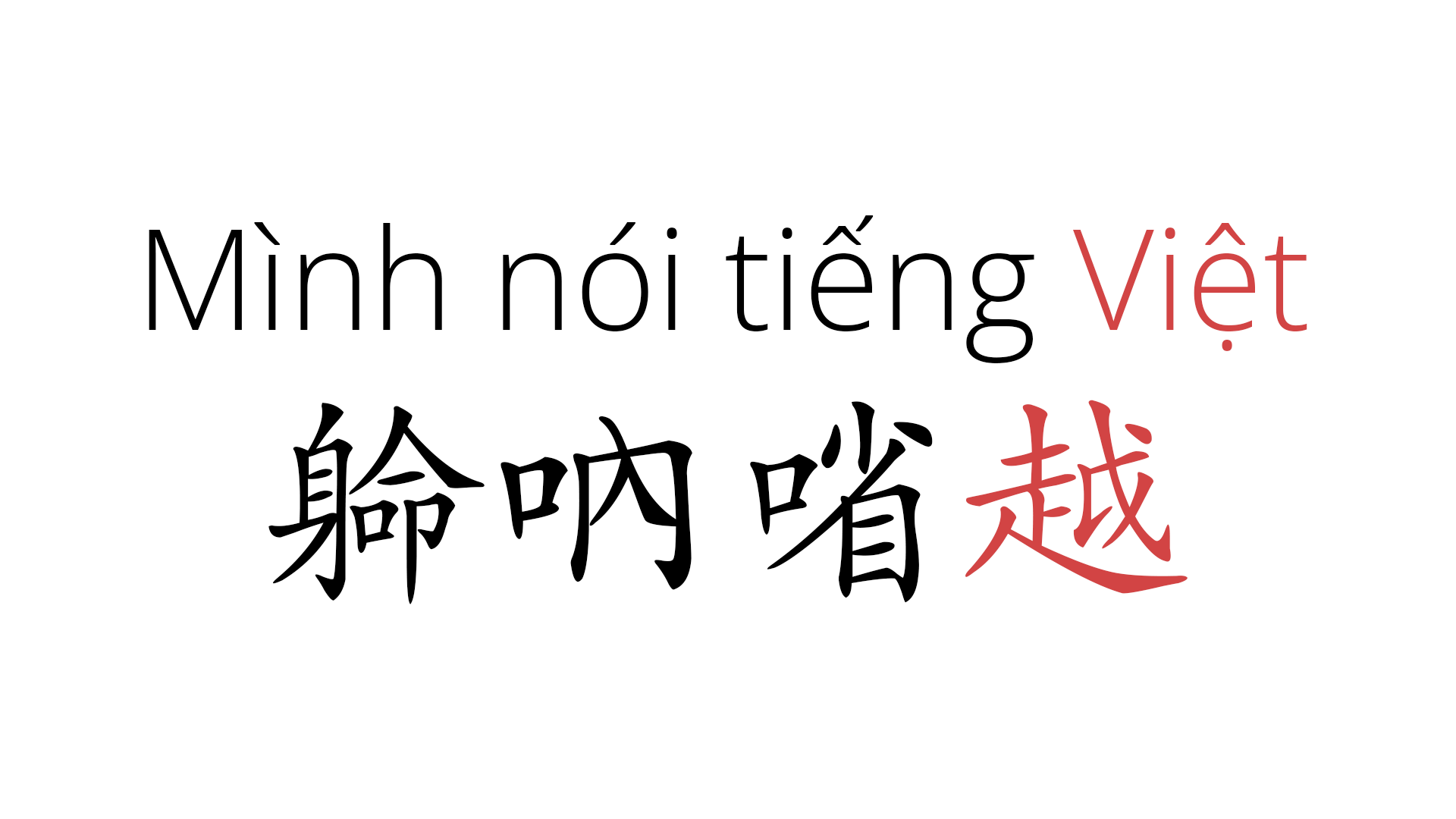
圖片的越南文寫的是「我說越南語」；第一行是用國語字寫的越南文，第二行是用漢喃混寫的越南文。黑色的字為喃字

早期的時候，越南人並沒有為自己的語言發明適合的書寫系統。大約從東漢開始，漢字（越南人稱之為「儒字」）開始有系統和大規模的傳入越南。到了越南陳朝以後，漢字已經成為越南政府以及民間的主要文字，此時大量的漢字著作開始出現，最著名的就是15世紀編撰的《大越史記全書》。值得注意是，這些以漢字寫成的文章基本上並不按照越南語的文法規則書寫，也不採用越南語的辭彙，而是純粹的用古漢語的文法寫成。故此，這些漢字著作是漢文著作，而与当时的越南语口语有很大差异。
由于越南口语与汉语不同，文言文无法准确纪录越南本民族语言（与古代朝鲜一样，书面使用文言文，但民间的口语是本民族语言），在漢字在越南逐渐傳播开后，一些人開始嘗試以漢字作為基礎，以創造新的文字來紀錄越南本民族语言，這些字就是喃字（／）。大約在8世紀的時候喃字開始出現，13世紀的時候，越南文人開始用喃字進行文學創作。此間最著名的文學作品莫過於阮攸（Nguyễn Du）19世紀寫成的《金雲翹傳》（Truyện Kiều）。越南上層社會由於有很濃厚的「尊漢」思想，一直很排斥這種文字，國家教育機關也沒有將它作為正式文字看待，也沒有對它進行整理規範的工作。儘管此間的胡朝（1400年-1407年）或者是西山阮朝富春朝廷（1788年-1802年）政權之統治者曾經重視喃字，並且將其提升到國家文書用字的地位。
現在的越南語使用拉丁字母書寫，叫做國語字（Chữ Quốc Ngữ）。它是由17世紀到越南的法國傳教士亞歷山大·羅德（法語：Alexandre de Rhodes），1591年-1660年）根據先前傳教士的拼寫原則的基礎上整合而成。在19世紀法國佔領越南時期，這種書寫體系流行起來，並於20世紀全面開始使用。

## 越南歷史上的語言表記法

### 概要
越南古典文書多用古漢語文言文寫成、字典裡的單詞有70％以上為漢越詞（／），近代以前多使用漢字以及本民族發明的文字喃字，正式文書一般由完全使用漢字的文言文作成、普通文書一般使用漢字和喃字混合使用的越南文作成。1919年越南科舉廢止、1945年阮朝滅亡以及越南民主共和國的成立促使漢字和喃字的使用逐漸減少。
取而代之的是17世紀基督教會傳教士發明的、法國殖民地化政策極力普及的使用羅馬字表記的「國語字」（／）。殖民地時期國語字被法國殖民者稱之為的「法國人的禮物」、「文明化的象徵」，獨立運動推進以後、民族主義者認為漢字和喃字具有不便性和非效率性，國語字成為了獨立後的越南語的正式表記法，一般越南國民都毫無異議地把國語字作為正式標記法。

### 三種文書系統
歷史上，越南共出現過三種文書系統，包括：
- 漢文（文言文）
- 漢喃文
- 國語字文（越南羅馬字）

#### 傳統漢字
漢文（／）是越南過去官方主要採用的文書系统，貴族、知识分子也多使用汉文写作。汉文（文言文）也是古代東亞諸國的共通文書系統，朝鮮、日本也同樣被使用。漢語與越南本民族的越南語差異較大，書面與越南口語無法統一。
漢字於越南使用約莫趙佗的南越國時期。古中國直接治理時期一直延用漢字為書寫系統。即使10世紀越南自立為王，越南朝廷大力推廣儒學與建立科舉制度， 使得漢字的傳統在20世紀前未曾改變。越南亦稱漢字為「儒字」， 意指儒家所用的文字。當其時，漢字用於行政、教育（科舉）、學術著述、和古典文學創作。

#### 本土喃字的出現
越南在借用漢字後，發覺漢字無法完整表達越南的日常用語，於是民間慢慢發展出具越南特色的「喃字」（越南语：／）。「字喃」是照越南语的構詞順序來寫，若照中文順序則為「喃字」。所謂的「喃字」是指南方（相對於中國）的文字的意思；因為缺乏標準化，它也可以寫作或等。據推測，喃字大概是從10世紀越南脫離中國的直接統治後，才開始發展出來。早期的喃字主要作為漢字的輔助工具，用在記錄地名、人名及地方特產等。在累積數百年使用的經驗後，在13世紀才有一些字喃的文學作品出現， 而於16至18世紀達到高潮。譬如阮攸的字喃著作《金雲翹傳》等。字喃的使用者大致為平民、落魄文人、僧侶、及少數具強烈民族意識的精英。概括來說，喃字主要用在紀錄民間口傳文學、創作純越語文學、翻譯佛經、及替漢字作註解。
喃字的發展和台灣「歌仔冊」裏台語漢字的發展类似，都是建立在既有的漢字基礎上有所調整。喃字的發展在早期以漢字借音為主，後期則以模仿漢字的「形聲」造字原則來造字。 譬如漢語裡頭的「孩子」在越語裡读做 /kon/；/kon/ 在早期的喃字（譬如在黎朝時期）寫做（「漢越音」讀作 /kon/），後來（阮朝時期）又寫做，由「子」（表示孩子）及「昆」（表音）來構成。由於喃字沒有得到當權的漢字既得利益者的支持，也沒有經由完整規劃、而是隨個人所好而恣意創造出來的，再加上漢字本身作為文字基礎的缺點， 致使它呈現相當混亂的文字使用現象。這現象就如同广西的方块壮字書寫一樣，文字的使用並未達成相當的標準化。
雖然喃字很早就在越南出現了，又是越南人自造的「土產」，卻始終沒有辦法取代漢字或與漢字並駕齊驅，蔣為文（2005）指出主要有三大原因：

第一，受中國觀念之影響。因為中國視漢字為唯一的正統文字，而越南又把中國奉為宗主國，致使越南各朝代均把漢字奉為圭臬，不敢對之不敬。唯一少數欲推行喃字的例子為胡季犛（Hồ Quý Ly，1400–1407）及光中帝（Quang Trung Hoàng đế，1788–1792）等，然而他們在位期間甚短，致使對喃字的發展影響有限。
第二，受科舉制度之束縛。因各朝代均以漢字為正統、並列在科舉考試之內，致使想當官的文人不得不學漢字，背誦儒家經典。當這些人考試入取，功成名就後，就會繼續擁護漢字的正統地位，以維護他們的既得利益。相形之下，那些沒錄取、略懂漢字的文人因生活周遭與勞苦大眾接觸，為了反應實際需要，就傾向於使用喃字。

第三，喃字受先天文字限制。喃字主要是按形聲方式，結合二個漢字（一個表音、一個表意）來造成一個新字。要懂喃字，一般要先會讀漢字。由於喃字的複雜及未標準化，使得喃字在推行上困難重重。

#### 羅馬字的興起
到17世紀，紀錄「音素」（phoneme）的羅馬字出现，并最终成为今日越南语书写文字。羅馬字在17世纪已出現，到20世紀逐步完全取代漢字的地位。羅馬字在越南的發展可以分做四個階段：
1. 17世紀初到19世紀中期的教會使用期；
2. 19世紀後半期的法國殖民者推廣使用期；
3. 20世紀前半期的越南民族主義者推動使用期；
4. 1945年以後的正統地位時期。[7]

16世紀末、17世紀初的時候，歐洲傳教士逐漸到越南來傳教。傳教士們為了容易學好越語並與當地越南人溝通，於是利用歐洲人熟悉的羅馬字，來替越南語設計一套新的書寫系統。和多數的文字發展歷史一樣，越南羅馬字的發展並不是由一人於一天之內發明出來的，而是在一段不短的時間內、由一群人共同累積經驗而「約定俗成」起來的。在經歷各傳教士的努力下，第一本越南羅馬字的詞典《越葡拉詞典》 於1651年由法籍傳教士亞歷山大·羅德出版。亞歷山大·羅德的羅馬字拼字系統在歷經不同時期的稍微修改後，成為當今越南人普遍使用的「國語字」。
在19世紀後半段之前，越南羅馬字主要只在教會之中流傳。隨著法國殖民者的到來，羅馬字才逐漸提升地位與普遍被使用。譬如，法國殖民者將羅馬字列入學校課程， 而且於1865年在越南南部由當時的官方發行第一份羅馬字報紙 “Gia Định báo”（嘉定報）；越南羅馬字也從這時起叫做 “Chữ Quốc ngữ”（國語字）。
雖然在法國殖民者的推動下，越南羅馬字在19世紀後期日渐流行，然而它的推行成效仍然相當有限。羅馬字的推行要在20世紀初，透過越南本土的民族主義者的鼓吹後才有顯著的進展。原因是：在反對法國殖民主義的氣氛下，使用外來的羅馬字被視為是趨附外來殖民政權的行為。然而當越南民族主義者感受到羅馬字簡單、好學，是教育民眾的好工具時，他們已把羅馬字本土化當成對抗外來統治的利器。
鼓吹羅馬字的民族主義運動的代表性團體首推「東京義塾」的成員。東京義塾的成員主要是一些留學日本的越南知識份子，於1907年在河內設立，用來傳授西方思想與科學新知等。他們認為要達成啟發民智的目的，非得透過越南羅馬字不可。所以他們的第一要務就是要普及羅馬字；透過羅馬字來教育民眾、讓大眾有知識，以對抗法國殖民統治。東京義塾雖然成立只有短短一年，旋即被法國殖民者強制關閉，然而他們的主張在知識份子中卻廣受認同與支持。
之後，「推廣羅馬字」逐漸成為越南民族主義者中的普遍主張與推動要點，並興起一股興學、辦羅馬字報的風潮。據估計，至1930年，全越南共有75種羅馬字報紙。羅馬字在1945年胡志明宣布越南獨立並成立越南民主共和國後，進一步提升為國家唯一正式書寫文字。隨即於9月8日又公佈政府全面推行羅馬字教育。

## 譜系分類
現在被廣泛接受的觀點是越南語屬南亞語系的孟-高棉語族，如施密特根據越南語與孟語跟高棉語有大量同源的基本詞彙，且語法結構基本相同來判定，部份中國學者從越南語的底層入手，發現越南語和佤族語言同源來判定等。
20世紀語言學界的曾有的另一種觀點是認為越南語屬於漢藏語系或壯侗語系，如馬伯樂根據越南語音節有固定聲調，單音節詞佔大多數，以及詞序和虛詞是表達語法意義的主要手段來判定。這種觀點現在已不再流行，不過中國圖書館學常用的中國圖書館分類法仍把越南語相關書籍編入漢藏語系相關書籍之下。
总的来说，越南语同南亚语的关系比较密切，同源的基本词汇较多。与同属汉字文化圈的日语、朝鲜语一样，越南语借用的古汉语亦主要为高级词汇，常用于文化语、书面语或较正式的场合，而在口语中的使用频率则相对较低。
越南語與芒語的親屬關係最為接近。主流學者普遍將越南語歸入南亞語系孟-高棉語族的越-芒語支；按人口來算，越南語是南亞語系中使用人數最多的一門語言。

## 方言
越南語方言種類比較簡單，大致分做3類。三者間的差異主要在音韻和詞彙上，文法上的差異非常小。

## 音韻
越南語和漢語類似，構詞絕大多數以單音節（或稱字）為單位。和多數漢語言以及壯泰語言一樣，越南語的音節可由聲母、介音、韻腹、韻尾、聲調五部份構成。

## 語法
越南語是分析語，動詞沒有型態變化，名詞既沒有文法上的性別跟數的形式，也沒有文法上格的變化，形容詞也不需要跟被修飾的名詞保持文法上的性、數、格上的一致。文句內的詞通過詞序來表達文法作用，所以詞序對越南語非常的重要，更改了詞的排序也就更改了句子的意思。這跟漢語一樣。越南語的文句結構是：主語－謂語－賓語（SVO）。

## 词汇

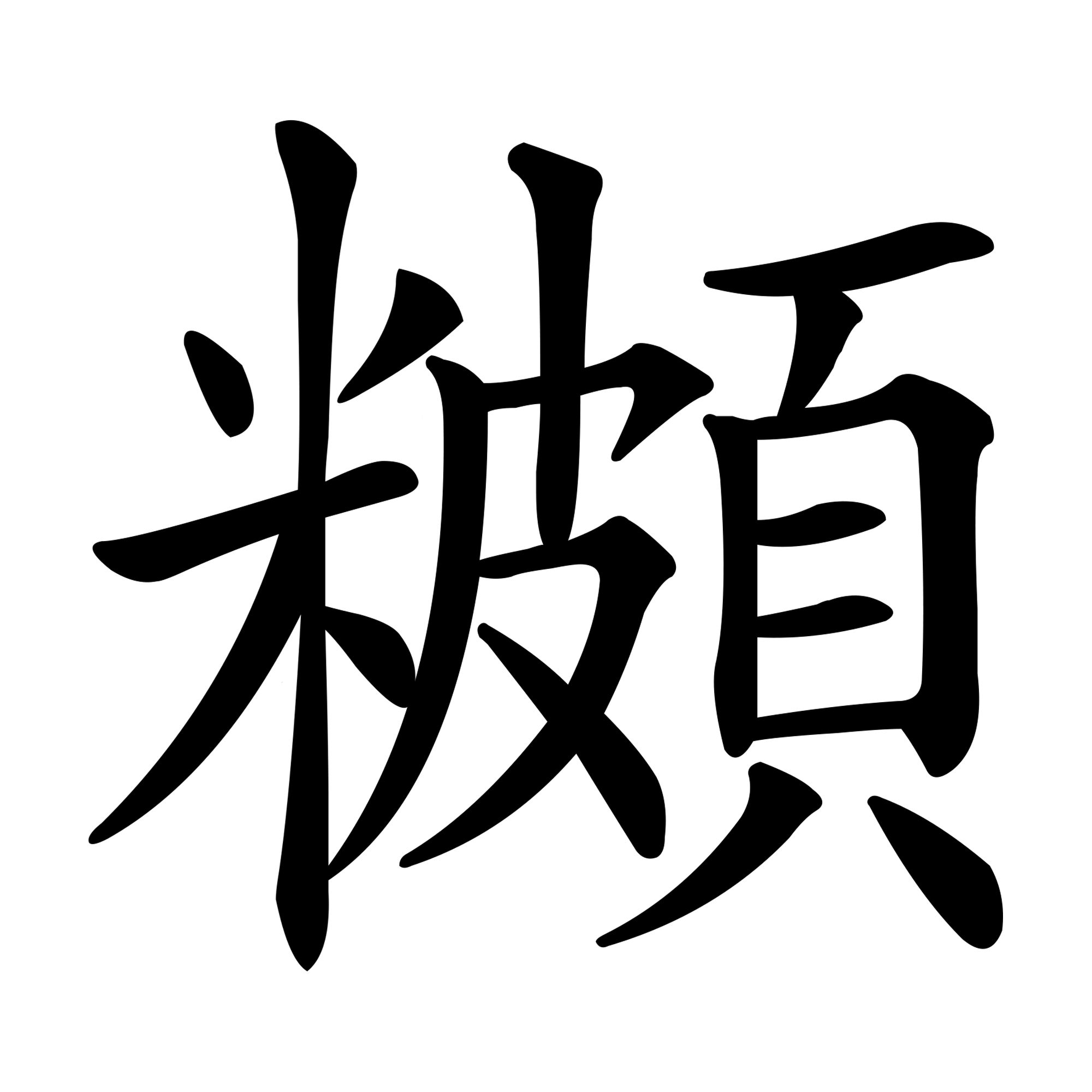
表示“米线汤”的古喃字，国语字为“phở”。左“米”为形旁，右“颇”为声旁

### 汉语
越南语虽然属于南亚语系，但与汉语的语言接触强烈地影响了越南语，使其从越南语中分化出来。例如，越南语词汇quản lý来自汉语“管理”。英语和法语之外，日语借词也成了最近被关注的对象。
现代越南语失去了大量原始南亚语音系、形态特征。汉语的影响对应数次越南北属时期。早期，语言学家们认为这意味着越南语中的汉语词只分两层，即中国统治下的，和越南独立之后吸收的，统称为汉越词。
但据John Phan，“安南中古汉语”到公元1世纪就已经分布在红河河谷，其词汇与共存的原始越芒语发生了显著融合。他识别出汉越词三个主要层次：早期汉越词：东汉、东晋；中期汉越词：唐朝；晚期汉越词：明朝及以后。

### 法语
1777年至日内瓦会议（1954年）的法国统治时期使得东南亚大陆区域（老挝、柬埔寨、越南）受到强烈的法语影响。越南语中“cà phê”借自法语café（咖啡）；“Sữa chua”仿译自法语（yaourt>da ua-/j/a ua；酸奶）；“Phô mai”也来自法语fromage（奶酪）；Nốt（或nốt nhạc）借自法语note de musique（音符）。

### 英语
一些英语单词也被借用到越南语中，例如“TV”被借用为“tivi”或者直接用TV，但其正式名称仍然是 truyền hình。一些其他的借用是摹借，例如“software”被翻译为“phần mềm”（字面意思是“软的部分”）。一些科学术语借自汉语，例如 tế bào 就是汉字“細胞”；而一些其他的科学名词，例如“acetylcholine”（乙酰胆碱），则保持不变。像“peptide”（肽）这样的单词，可能被写作 peptit。

### 日语
越南语中的日语借词最近才被学界注意到，Nguyen & Le（2020）识别出3个层次的日语借词，第三层由研究日语的越南人使用，前两层是主要的借词层。第一层包含表示西方学术概念的和制汉语词，至19世纪末左右它们广泛进入了亚洲其他语言。这第一层也被称作日源汉越词。例如，越南语“俱乐部”câu lạc bộ借自汉语“俱乐部”，汉语又借自日语“倶楽部/クラブ/kurabu”，原本音译自英语club。
第二层借词则是在1940-1945的短暂日据时期产生的。然而，实际上日本文化在1980年代后对越南的影响深远得多，这一层借词不同于上述日源汉越词，是直接从日语借来的与日本文化有关的词，如kimono（着物/“和服”）、sumo（相扑）、samurai（侍/“武士”）、bonsai（盆栽）等，以有调整的平文式罗马字表示。这些借词即所谓“新日语借词”。有大量新日语借词实际上也来自汉语，有时同一个概念既有日源汉越词形式（第一层）也有新日语借词形式（第二层）。例如，“柔道”既可以是judo也可以是nhu đạo。

### 纯越南语词汇
muôn thuở（万课）“永远”是完全的越南语本土词汇合成词。

### 俚语
越南语俚语（／）随时间变化。越南语俚语包含纯越南语词汇及借自官话和印欧语系的词汇。报纸中调查的数据显示，源自官话的越南语俚语很低，约为4.6%。来自印欧语的俚语占约12%，在日常生活中更加常用。这些借词可能以转写或地方话的形式借入。 例如：
| 词 | 国际音标    | 描述 |
| -- | ----------- | --- |
| Ex | /ɛk̚/、/ejk̚/ | 地方话俚语，借自英语，意为“前任情人”，发音常同于／“青蛙”。                                                    |
| Sô | /ʂoː/       | 转写俚语，借自英语show，意为“展示；开演”，常与chạy“跑”组合为chạy sô，日常生活中意为“必须在短时间内做许多事”。 |

随着互联网社区的兴起，新的俚语经社群媒体的传播形成。年轻人间更常用这些更现代的俚语。大都是纯越南语词汇，几乎所有词都是同音词或某种文字游戏：
| 词              | IPA         | 描述 |
| --------------- | ----------- | --- |
| vãi             | /vǎːj/      | “娓”，越南语最著名的俚语之一。取决于语境可以是动词或名词，名词形式指女性宝塔游客，动词形式指使某物溢出。今日一般用于增强形容词或动词，例如ngon vãi(“真好吃”)、sợ vãi(“真吓人”)。 |
| trẻ trâu        | /ʈɛ̌ːʈəw/    | “稚㺏”，名词，本指“小水牛”。常用于指行为像小孩的人。 |
| gấu             | /ɣə̆́w/       | 名词，本指“熊”。常用于指爱人。 |
| gà              | /ɣàː/       | “鵸”，名词，本指“鸡”。常用于指某人缺乏完成任务或竞争的能力。 |
| cá sấu          | /káːʂə́w/    | “个丑”，名词，意为“鳄鱼”。常用于指某人丑。 |
| thả thính       | /tʰǎːtʰíŋ̟/  | “且听”，动词，描述将熟麦麸作鱼饵钓鱼的行为。现在也描述做引起别人注意的动作。 |
| nha(及其他变体) | /ɲaː/       | 其他变体：nhé、nghe、nhỉ、nhá，可用在句末，表示确认。 |
| dzô             | /zoː/,/jow/ | vô“在...里”的增强形式，实际上越南语不用的字母z可用于增强俚语短句的语气。 |

### 略語
越南语采用越南国语字书写后，也有截取各音节首字母來代表部分词汇，例如：
- - Điện Thoại Di Động（移动電話）
- - Địa Chỉ（住所）
- - Công Ty（公司、企业）
- - Cảnh Sát Giao Thông（交通警察）
- - （／）人民委员会
- - Trung Học Cơ Sở（初级中学）
- - Bệnh viện Đa khoa （综合医院）

## 越南語認證
目前台灣辦理越南語認證的單位主要為國立成功大學越南研究中心 （页面存档备份，存于），該中心辦理的越南語認證稱為「國際越南語認證 （页面存档备份，存于）」(iVPT)。國際越南語認證為台灣自行研發，國際認可的單位，目前已獲越南、日本、美國、澳洲及台灣許多學術機構均採認。

## 越南語國語字
1527年，葡萄牙的天主教傳教士來到越南，他們創製了用於轉寫紀錄越南語的羅馬字，這種文字最初只是用在教學及傳教上。後來，來自法國跟義大利的傳教士也開始用羅馬字紀錄越南語，但是不同國家的傳教士有不同的拼音規則，而修改整合的工作也同時進行着。
17世紀，法籍傳教士亞歷山大·羅德用他自己創製的越南羅馬字出版了《越葡拉詞典》（Từ điển Việt-Bồ-La），這標誌着越南語羅馬字記音系統修改整合的階段性成功以及越南國語字的誕生。
目前越南語字母使用除 之外的22個拉丁字母以及 7個變音字母。元音字母通過上加或下添符號來表達聲調種類，國語字用了5個符號表達6個聲調（有一個聲調沒用符號）：（以a為例）。在書寫的時候，按照音節隔寫，外來語雙音節的詞彙或音譯詞用短橫連接每個音節，比如：。

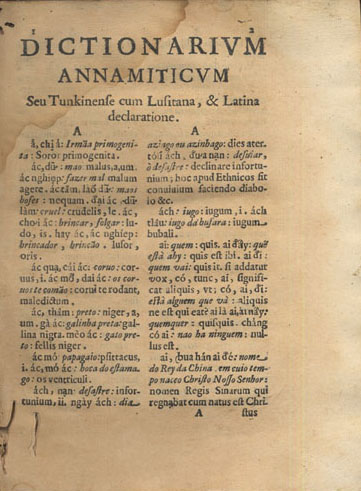
越葡拉詞典內頁

現代國語字的複合字母中，仍可見得傳教士母語文字的殘跡：
- 來自葡萄牙語
- 來自意大利語
- 來自法語

近年，由於越南修改放寬了聲調符號的標註規則（主要涉及介音上標註聲調符號的規則），而海外越僑並沒有接受修改後的新規則，所以今天越南越南語跟海外越南語在聲調符號的標註上產生了差異，但是這些差異絲毫不影響到閱讀理解，而且人們一般也不容易察覺。比如：「文化」今天在越南的拼寫是 ，而越僑的標註方式（也是修訂規則以前的標註方式）是 。

### 字母表
| 越南语国语字 | 越南语国语字 | 越南语国语字 | 越南语国语字 | 越南语国语字 | 越南语国语字 | 越南语国语字 | 越南语国语字 | 越南语国语字 | 越南语国语字 | 越南语国语字 | 越南语国语字 | 越南语国语字 | 越南语国语字 | 越南语国语字 | 越南语国语字 | 越南语国语字 | 越南语国语字 | 越南语国语字 | 越南语国语字 | 越南语国语字 | 越南语国语字 | 越南语国语字 | 越南语国语字 | 越南语国语字 | 越南语国语字 | 越南语国语字 | 越南语国语字 | 越南语国语字 | 越南语国语字 |
| ------------ | ------------ | ------------ | ------------ | ------------ | ------------ | ------------ | ------------ | ------------ | ------------ | ------------ | ------------ | ------------ | ------------ | ------------ | ------------ | ------------ | ------------ | ------------ | ------------ | ------------ | ------------ | ------------ | ------------ | ------------ | ------------ | ------------ | ------------ | ------------ | ------------ |
| A            | a            | Ă            | ă            | Â            | â            | B            | b            | C            | c            | D            | d            | Đ            | đ            | E            | e            | Ê            | ê            | G            | g            | H            | h            | I            | i            | K            | k            | L            | l            | M            | m            |
| N            | n            | O            | o            | Ô            | ô            | Ơ            | ơ            | P            | p            | Q            | q            | R            | r            | S            | s            | T            | t            | U            | u            | Ư            | ư            | V            | v            | X            | x            | Y            | y            |              |              |

## 延伸閱讀
- 蔣為文 2006 《牽手學台語、越南語》台南：國立成功大學。ISBN 957-8845-98-7
- 蔣為文 2013 《越南七桃lóng毋驚：越‧台‧中三語手比冊》台南：亞細亞國際傳播社。ISBN 978-986-85418-7-0。
- 蔣為文 2013 《校園進階越南語》台南：成大越南研究中心&亞細亞國際傳播社。ISBN 978-986-85418-6-3。
- 蔣為文 2017 《越南魂：語言、文字與反霸權》台南：成大越南研究中心&亞細亞國際傳播社。ISBN 9789869447904。

## 外部連結
- [] - 漢喃字版百科全書
- 線上漢越字典
- 在线越英、英越、越法、法越、越汉、汉越字典
- VDict（页面存档备份，存于）: Vietnamese online dictionaries
- VietDic
- 喃遺產保存會（页面存档备份，存于）
- 國立成功大學越南研究中心（页面存档备份，存于）
- 《牽手學台語‧越南語——台語kap越南語發音入門》台南：亞細亞國際傳播社。(網路免費版)（页面存档备份，存于）
- 《越南七桃lóng毋驚：越‧台‧中三語手比冊》台南：亞細亞國際傳播社。(網路免費版)（页面存档备份，存于）
- 蔣為文：〈越南「去殖民化」與「去中國化」的語言政策〉（页面存档备份，存于）
- 蔣為文：〈台灣白話字hām越南羅馬字ê文字方案比較〉（页面存档备份，存于）
- Từ điển tiếng Việt, The Free Vietnamese Dictionary Project
- Nôm Lookup Tool
- 國際越南語認證(iVPT)（页面存档备份，存于）
- 2016年第2期越南語能力檢定測驗（页面存档备份，存于）

Template:Navbox